# 烏德爾古里縣

烏德爾古里縣在阿薩姆邦的位置

烏德爾古里縣是印度東北部阿薩姆邦波多蘭自治地區的一個縣，面積1,852平方公里，居民識字率六成半，2011年人口832,769，人口密度每平方公里450人。行政中心乌德尔古里。

## 外部連結
- Udalguri district website （页面存档备份，存于）

26°44′42.72″N 92°05′46.32″E / 26.7452000°N 92.0962000°E